# Інвагінація кишечника
Інвагіна́ція кишечника — форма кишкової непрохідності, при якій одна кишкова петля входить в іншу.
Найчастіше спостерігають входження тонкої кишки у товсту, рідше — тонкої в тонку та товстої в товсту. Причиною інвагінації може стати: порушення іннервації на обмеженій ділянці кишок, яке спричинює розлад перистальтики; тривалі спазми кишки на певній ділянці; запальні зміни кишкової стінки; внутрішні кишкові пухлини або сторонні тіла.

## Клінічні ознаки
Захворювання зазвичай починається раптово та перебігає гостро, супроводжуючись сильним, переймоподібним болем у животі. Переймоподібні напади болю чергуються з короткочасним полегшенням. Під час нападу іноді буває блювання. При пальпації живота під час нападу визначають помірне напруження черевної стінки на достатньо великому проміжку. При пальпації живота під час світлого проміжку іноді можна визначити утворення ковбасоподібної форми (інвагінат). При пальцевому ректальному дослідженні виявляють невелику кількість крові та слизу. Спостерігають затримка калу та газів, як при всіх видах кишкової непрохідності.

## Лікування
Негайна операція.